# Nehemiah Persoff
Nehemiah Persoff (* 2. August 1919 in Jerusalem; † 5. April 2022 in San Luis Obispo, Kalifornien) war ein US-amerikanischer Schauspieler und Maler. Zwischen 1948 und 2003 spielte er in über 200 Film- und Fernsehproduktionen, meist in markanten Nebenrollen.

## Leben

### Frühes Leben
Nehemiah Persoff wurde in Jerusalem als Sohn jüdischer Eltern geboren, wanderte aber 1929 mit seinen Eltern in die Vereinigten Staaten aus. Hier besuchte er zunächst das Hebrew Technical Institute von New York City. Seinen ersten Lebensunterhalt verdiente sich Persoff danach als Elektriker bei der New York City Subway, wo es seine Aufgabe war, die Signalleuchten zu warten. Sein Interesse galt jedoch schon immer der Schauspielerei, und bereits früh trat er in Laien-Theatergruppen auf. Seine persönliche Motivation, es auch als professioneller Schauspieler zu versuchen, so die spätere Begründung Persoffs, sei der aufkommende Antisemitismus in Europa gewesen, und die im Zuge dessen vorherrschende Meinung, dass Juden es zu nichts brächten.

### Schauspielkarriere
Persoff gewann ein Stipendium für eine New Yorker Schauspielschule und sollte im Cort Theatre sein Broadway-Debüt mit dem Kriegsdrama The Eve of St. Mark von Maxwell Anderson geben. Allerdings wurde er kurz vor der Premiere entlassen. Erst 1940 stand er in The Emperor’s New Clothes erstmals auf der Bühne. 1942 musste Persoff wie andere Männer seinen Wehrdienst im Zweiten Weltkrieg leisten und diente drei Jahre an europäischen Kriegsschauplätzen. Nach seinem Ausscheiden aus der United States Army wurde Persoff von der einflussreichen Schauspielerin Stella Adler entdeckt und gefördert. 1947 stand er in Charles Laughtons Bühnenproduktion Galileo von Bertolt Brecht wieder auf der Bühne und zählte im gleichen Jahr außerdem zu den ersten Schauspielschülern von Elia Kazan. 1948 erfolgte Persoffs Filmdebüt in Stadt ohne Maske unter Regie von Jules Dassin, in dem er allerdings nur eine kleine Rolle übernahm, die weder in den Credits erwähnt wurde, noch über Sprechtext verfügte.
Seine Karriere umfasst Rollen in fast 200 Fernsehserien und Spielfilmen. In den 1950er-Jahren hatte er unter anderem kleine Rollen in Elia Kazans Die Faust im Nacken – als Taxifahrer während Marlon Brandos berühmter „Contender“-Szene – oder in Alfred Hitchcocks Der falsche Mann in der Rolle von Henry Fondas Schwager Gene Conforti. Eine seiner bekanntesten Rollen verkörperte er 1959 in Billy Wilders Filmklassiker Manche mögen’s heiß als Mafiaboss Der kleine Bonaparte, wobei Persoff die Figur bewusst als Mussolini-Parodie anlegte. In der Folgezeit spielte er 1965 den fiktiven Hohepriester Schemia in der aufwendigen Bibelverfilmung Die größte Geschichte aller Zeiten sowie 1968 in Der Tag der Eule, einem Film über die italienische Mafia nach dem gleichnamigen Roman von Leonardo Sciascia. Besonders häufig spielte er Schurkenrollen und Figuren fremder Ethnien. 1976 wirkte er als Ehemann von Maria Schell in dem Filmdrama Reise der Verdammten mit und spielte 1983 in Yentl, basierend auf der Kurzgeschichte Yentl, the Yeshiva Boy von Isaac Bashevis Singer, den Vater der Titelfigur, die von Barbra Streisand verkörpert wurde. 1988 war er als Rabbi in Martin Scorseses Die letzte Versuchung Christi sowie als Professor in der Komödie Twins – Zwillinge neben Arnold Schwarzenegger und Danny DeVito zu sehen.
Neben Kinoauftritten war Persoff insbesondere zwischen den 1950er- und 1980er-Jahren auch ein sehr vielbeschäftigter Fernsehdarsteller, der sich als Gastdarsteller in zahlreichen Fernsehserien profilieren konnte. So übernahm er Rollen in Serienklassikern wie Columbo, Mord ist ihr Hobby, Hawaii Fünf-Null, Unsere kleine Farm, Drei Engel für Charlie, Rauchende Colts, Gnadenlose Stadt, Law & Order und Raumschiff Enterprise – Das nächste Jahrhundert. Obwohl Nehemiah Persoff in seiner Film- und Fernsehkarriere eigentlich nie Hauptrollen spielte und keine Filmpreise gewann, erarbeitete er sich einen Ruf als vielseitiger Charakterdarsteller von Nebenrollen. Nach einem kleineren Schlaganfall im Jahr 1989 reduzierte er auf Anraten seiner Ärzte sein Drehpensum und zog sich in den 1990er-Jahren langsam aus der Schauspielerei zurück. In dieser Zeit sprach er die Rolle des Papa Mousekewitz in den vier Feivel-Zeichentrickfilmen. Sein filmisches Schaffen zwischen 1948 und 2003 umfasst mehr als 200 Produktionen.

### Malerei und Autobiografie
Mit seinem zunehmenden Rückzug aus dem Schauspielgeschäft begann sich Persoff ab den 1990er-Jahren der Malerei zu widmen. Seine über 100 entstandenen, größtenteils impressionistischen Werke waren in zahlreichen kalifornischen Städten ausgestellt.
2021 veröffentlichte Persoff seine Autobiografie unter dem Titel The Many Faces of Nehemiah.

### Privates
Mit seiner Frau Thia war er von 1951 bis zu ihrem Tod im Jahr 2021 verheiratet, mit ihr hatte Persoff vier gemeinsame Kinder. Er lebte zuletzt in der kalifornischen Kleinstadt Cambria. Dort feierte er im August 2019 seinen 100. Geburtstag mit über 140 Gästen. Nehemiah Persoff starb im April 2022 im Alter von 102 Jahren.

## Filmografie (Auswahl)
- 1948: Stadt ohne Maske (The Naked City)
- 1953–1955: The Philco Television Playhouse (Fernsehserie, vier Folgen)
- 1954: Die Faust im Nacken (On The Waterfront)
- 1956: Schmutziger Lorbeer (The Harder They Fall)
- 1956: Wilde Nacht (Wild Party)
- 1956: Der falsche Mann (The Wrong Man)
- 1957: Tag ohne Ende (Men in War)
- 1957: Straße der Sünderinnen (Street of Sinners)
- 1957–1960: Playhouse 90 (Fernsehserie, sechs Folgen)
- 1958: Heiße Küste (This Angry Age)
- 1958: Shirley Temple’s Storybook (Fernsehserie)
- 1958: Geraubtes Gold (The Badlanders)
- 1959: Tropenglut (Great Mansions)
- 1959: Al Capone
- 1959: Manche mögen’s heiß (Some Like It Hot)
- 1959: Tag der Gesetzlosen (Day of the Outlaw)
- 1959–1962: Die Unbestechlichen (The Untouchables, Fernsehserie, sechs Folgen)
- 1959–1963: Gnadenlose Stadt (Naked City, Fernsehserie, sechs Folgen)
- 1961: Die große Attraktion (The Big Show)
- 1963: Die Comancheros (The Comancheros)
- 1963: Männer – hart wie Eisen (The Hook)
- 1964: Staatsaffären (A Global Affair)
- 1964: Bezwinger des Todes (Fate Is the Hunter)
- 1965: Die größte Geschichte aller Zeiten (The Greatest Story Ever Told)
- 1965: Gilligans Insel (Gilligan’s Island, Fernsehserie, eine Folge)
- 1965–1968: Verrückter wilder Westen (The Wild Wild West, Fernsehserie, drei Folgen)
- 1965–1975: Rauchende Colts (Gunsmoke, Fernsehserie, sechs Folgen)
- 1966: Big Valley (Fernsehserie, zwei Folgen)
- 1966–1969: Kobra, übernehmen Sie (Mission: Impossible, Fernsehserie, drei Folgen)
- 1967: Brillanten-Razzia (Too Many Thieves)
- 1967: Solo für O.N.K.E.L. (The Man from U.N.C.L.E., Fernsehserie, eine Folge)
- 1968: Die sechs Verdächtigen (The Power)
- 1968: Der Tag der Eule (Il giorno della civetta)
- 1968–1972: Disney-Land (Fernsehserie, vier Folgen)
- 1968–1979: Hawaii Fünf-Null (Hawaii Five-O, Fernsehserie, sieben Folgen)
- 1971: Red Sky At Morning
- 1972: Die Straßen von San Francisco (The Streets of San Francisco, Fernsehserie, eine Folge)
- 1973: Purple Playhouse (Fernsehserie, eine Folge)
- 1973: Polizeiarzt Simon Lark (Police Surgeon, Fernsehserie, eine Folge)
- 1976: Reise der Verdammten (Voyage of the Damned)
- 1976: Columbo: Wenn der Schein trügt (Now You See Him, Fernsehserie, eine Folge)
- 1976: 1993 – Welt im Chaos (Deadly Harvest), Kanada 1976[9]
- 1976–1977: Der Sechs-Millionen-Dollar-Mann (The Six Million Dollar Man, Fernsehserie, zwei Folgen)
- 1977: Quincy (Quincy, M. E., Fernsehserie, eine Folge)
- 1978: Unsere kleine Farm (Little House on the Prairie, Fernsehserie, eine Folge)
- 1978: Ziegfeld: The Man and His Women (Fernsehfilm)
- 1978–1981: Barney Miller (Fernsehserie, drei Folgen)
- 1979: Kampfstern Galactica (Battlestar Galactica, Fernsehserie, eine Folge)
- 1979: Victor Charlie ruft Lima Sierra (The French Atlantic Affair, Fernseh-Miniserie, drei Folgen)
- 1981: Mount St. Helens – Der Killervulkan (St. Helens)
- 1982: Spuk im Ehebett (O’Haras Wife)
- 1983: Yentl
- 1984: Agentin mit Herz (Scarecrow and Mrs. King, Fernsehserie, eine Folge)
- 1985: Magnum (Magnum, p.i., Fernsehserie, eine Folge)
- 1986: Feivel, der Mauswanderer (An American Tail, Stimme)
- 1986: Ein Engel auf Erden (Highway to Heaven, Fernsehserie, eine Folge)
- 1987: Die letzte Versuchung Christi (The Last Temptation of Christ)
- 1988: Twins – Zwillinge (Twins)
- 1989: MacGyver (Fernsehserie, eine Folge)
- 1990: Raumschiff Enterprise – Das nächste Jahrhundert (Fernsehserie, eine Folge)
- 1991: Feivel, der Mauswanderer im Wilden Westen (An American Tail: Fievel Goes West, Stimme)
- 1995: Chicago Hope – Endstation Hoffnung (Chicago Hope, Fernsehserie, eine Folge)
- 1998: Feivel, der Mauswanderer 3: Der Schatz von Manhattan (An American Tail: The Treasure of Manhattan Island, Stimme)
- 1999: Feivel, der Mauswanderer IV: Das Ungeheuer von Manhattan Island (An American Tail: The Mystery of the Night Monster, Stimme)
- 2001: 4 Faces
- 2003: Engel in Amerika (Angels in America, Fernsehfilmreihe, eine Folge)